# パナソニック デバイス佐賀
パナソニック デバイス佐賀株式会社（ぱなそにっくでばいすさが、英文表記：Panasonic Industrial Devices Saga Co., Ltd.）は、かつて存在した日本の電機メーカー。本社を佐賀県杵島郡大町町に置いていた。パナソニックグループの一つで、コンデンサを手がける。
2022年4月1日、親会社であるパナソニック インダストリーに吸収合併された。

## 所在地
- 佐賀県杵島郡大町町大字福母217番地

## 沿革
- 1969年（昭和44年）- 資本金5000万円にて佐賀三洋工業株式会社として設立。
- 1970年（昭和45年）- アルシコン（アルミニウム固体（MnO2）電解コンデンサ）の生産を開始。
- 1981年（昭和56年）- マイラーコンデンサの生産を開始。
- 1982年（昭和57年）- 三洋電機電子部品事業部にてOSコン（有機半導体アルミ固体電解コンデンサ）を開発。
- 1983年（昭和58年）- OSコンの生産を開始。
- 1986年（昭和61年）- SAWフィルタの生産を開始。
- 1989年（平成元年）- 資本金を9,000万円に増資。
- 1990年（平成2年）- アルシコンの生産を終了（総生産量14億個）。
- 1991年（平成3年）- OSコン 横型表面実装タイプの生産開始
- 1993年（平成5年）- マイラーコンデンサの生産を終了（総生産量21億個）。
- 1994年（平成6年）- OSコン工場としてIECQに基づくISO 9001を取得。
- 1995年（平成7年）- OSコン 縦型表面実装タイプの生産を開始。
- 1998年（平成10年）- ISO 14001認証取得（JACO：日本環境認証機構）。SAWフィルタの生産を海外移管。
- 1999年（平成11年）- OSコン（導電性高分子アルミ固体電解コンデンサ）の生産を開始。POSCAP（導電性高分子タンタル固体電解コンデンサ）の生産を開始。
- 2002年（平成14年）- OSコン、POSCAP工場としてISO9001認証取得（JACO：日本環境認証機構）。
- 2006年（平成18年）- OSコン工場として、自動車産業の品質マネジメントシステム規格であるISO/TS16949認証取得（DNV）。
- 2022年（令和4年）4月1日 - パナソニック インダストリー株式会社に吸収合併。